# Эпизоотия

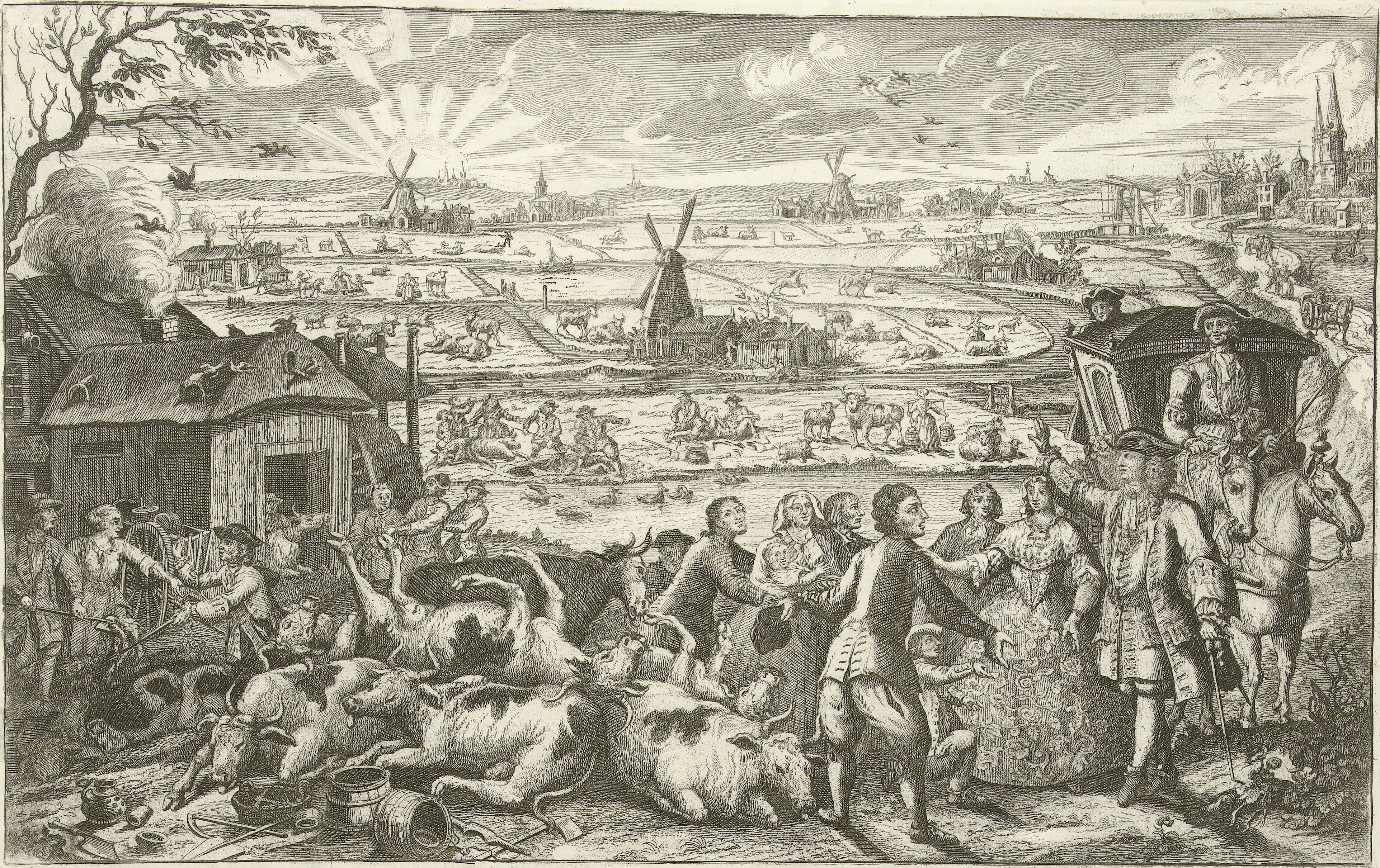
Эпизоотия в Нидерландах
(гравюра XVIII века)

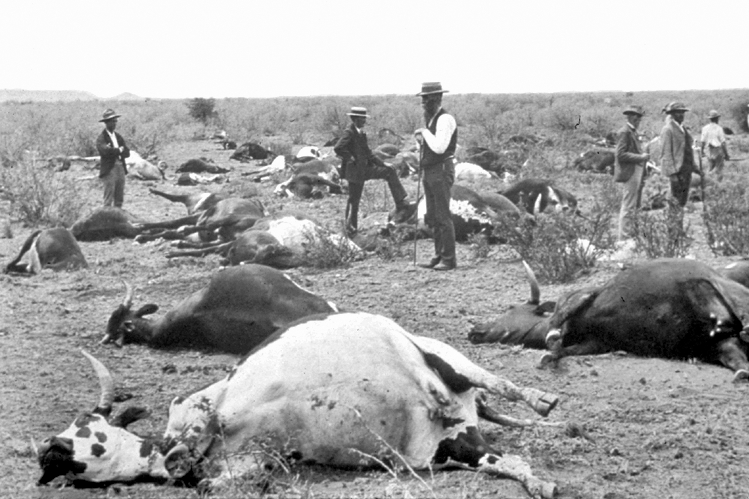
Падёж скота при эпизоотии чумы крупного рогатого скота в Южной Африке в 1890-х годах, приведшей к гибели более пяти миллионов животных

Эпизоо́тия (от греч. ἐπι, «на», «среди» — и ζῷον, «животное»), падёж, падёж скота́ — широкое распространение заразной болезни животных среди одного или многих видов животных на значительной территории, значительно превышающее уровень заболеваемости, обычно регистрируемый на данной территории. Заразность болезни, вызвавшей эпизоотию, может носить как инфекционный, так и паразитарный (инвазионный) характер.
Эпизоотии следует отличать от энзоотий, для которых характерны существенно меньшие масштабы распространения болезней, а также их приуроченность к конкретной местности или хозяйству.
Для развития эпизоотии характерно наличие трёх стадий: на первой стадии наблюдается рост числа заболеваний, вторая стадия — период максимального числа заболеваний, на третьей стадии наблюдается уменьшение числа заболевших животных. Масштабы эпизоотии зависят от нескольких факторов: это и генетические особенности возбудителя, и особенности механизма передачи инфекции от животного к животному, и условия той природной среды, в которой распространяется болезнь.
Изучением причин возникновения, характером распространения и угасания эпизоотий, а также разработкой мер борьбы с эпизоотиями и профилактических мер занимается наука эпизоотология. Научную базу для неё заложил Антони ван Левенгук своим открытием микроорганизмов, активное развитие этой науки связано с трудами Луи Пастера, Роберта Коха и Ильи Мечникова. С целью недопущения эпизоотий проводятся противоэпизоотические мероприятия. Поскольку возбудители инфекционных болезней могут сильно отличаться друг от друга, такие мероприятия должны носить комплексный и плановый характер.

## Эпизоотии в Африке
Эпизоотии представляют серьёзную угрозу животноводству Африки, напрямую влияя на социально-экономическое благополучие региона. Политическая нестабильность (особенно в странах Сахеля), опустынивание, дефицит водных ресурсов и низкий уровень жизни усугубляют эпидемиологическую ситуацию. По данным ФАО, ежегодные потери от контагиозной плевропневмонии достигают $2 млрд. Наиболее разрушительные вспышки XX–XXI вв. включают чуму крупного рогатого скота (Нигерия, 1970–1980-е; гибель 5 млн голов в 1890-х), лихорадку долины Рифт (Сомали, 1997–1998) и африканскую чуму свиней (АЧС), впервые зафиксированную в Южной Африке в 1903 г. с летальностью до 100%. Климатические изменения дополнительно угрожают свиноводству: прогнозируемое повышение температуры в Восточной Африке к 2023 г. увеличит частоту тепловых стрессов у животных на 30–50%, снизив продуктивность на 15–20%.
Борьба с эпизоотиями координируется через Всемирную организацию по охране здоровья животных (ВОЗЖ, WAHID, 178 стран-участниц с 1924 г.) и программы ФАО, включая систему ЭМПРЕСС для предотвращения трансграничных болезней. Ключевые инструменты — Ветеринарный кодекс, глобальная база данных WAHID и стандарты диагностики. В 2021 г. учёные Университета Глазго провели GPS-мониторинг стад в Танзании, выявив, что ежедневные перемещения скота (7,5–12 км) повышают риск заражения у водопоев. Современные методы включают математическое моделирование и компьютеризированные банки данных, что ускоряет анализ эпизоотической обстановки на 40–60% по сравнению с традиционными подходами.
Основные сложности связаны с бесконтрольным перемещением скота, контактами с дикими животными и отсутствием системной профилактики. Например, ящур, поражающий до 80% молодняка, остаётся эндемичным из-за слабого карантинного контроля. Для АЧС, передающейся через клещей-орнитодоринов (28% случаев) и инвентарь, до сих пор не разработана вакцина. Учёные акцентируют селекцию устойчивых пород: в Эфиопии адаптированные виды демонстрируют на 25% higher выживаемость при тепловом стрессе. Совместные усилия международных организаций и внедрение технологий формируют основу для снижения рисков, однако требуют увеличения финансирования на 15–20% к 2030 г. для охвата всех регионов.